# Joel Edgerton
Joel Edgerton (Blacktown, 23 giugno 1974) è un attore, regista, sceneggiatore  e produttore cinematografico australiano.
È noto per i suoi ruoli in film come Star Wars: Episodio II - L'attacco dei cloni (2002) e Star Wars: Episodio III - La vendetta dei Sith (2005), Warrior (2011), La cosa (2011), Zero Dark Thirty (2012), Il grande Gatsby (2013), Exodus - Dei e re (2014), Black Mass - L'ultimo gangster (2015), Midnight Special - Fuga nella notte, Loving - L'amore deve nascere libero (2016) e Bright (2017).
Ha vinto due AACTA Awards per la serie TV The Secret Life of Us (2001-2002) e per il film Animal Kingdom (2010). Nel 2015 ha debuttato alla regia con il thriller psicologico Regali da uno sconosciuto - The Gift, di cui è anche sceneggiatore, co-prodotture e co-protagonista. Il film è stato accolto con consensi da critica e pubblico, ed Edgerton ha guadagnato una nomination ai Directors Guild of America Awards.

## Biografia
Nato e cresciuto nel Nuovo Galles del Sud, ha studiato presso la Hills Grammar School, alla periferia di Sydney, successivamente ha frequentato la Nepean Drama School. Edgerton ha un fratello di nome Nash, che lavora nel mondo del cinema principalmente come stuntman, ma anche come attore, regista, montatore e produttore ed è stato la controfigura di Ewan McGregor nella trilogia prequel di Guerre stellari. Ha fondato assieme ad un gruppo di amici la casa di produzione Blue-Tongue Films. Il collettivo è composto dal fratello Nash, da Kieran Darcy-Smith, Luke Doolan e David Michôd, con cui ha scritto, diretto e prodotto diversi film e cortometraggi.

Dopo aver studiato recitazione al Theatre Nepean di Sydney, esordisce come attore nella serie televisiva Spellbinder, in seguito ottiene un piccolo ruolo nel film In corsa con il sole, che segna il suo debutto cinematografico. Negli anni successivi lavora per produzioni televisive australiane, tra cui The Secret Life of Us per il quale ottiene una candidatura all'AFI Award. Acquista popolarità interpretando il giovane Owen Lars, fratellastro di Anakin Skywalker e zio di Luke Skywalker, in Star Wars: Episodio II - L'attacco dei cloni e Star Wars: Episodio III - La vendetta dei Sith.

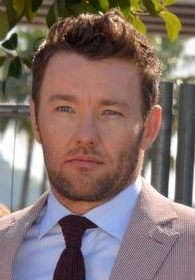
Joel Edgerton al Festival di Cannes 2016 per la presentazione di Loving - L'amore deve nascere libero

La carriera di Edgerton prosegue recitando al fianco di Heath Ledger in Ned Kelly, di Gregor Jordan, ed interpretando Galvano, uno dei mitici cavalieri della Tavola Rotonda in King Arthur di Antoine Fuqua. Nel 2005 è il protagonista della commedia di Julian Jarrold Kinky Boots - Decisamente diversi, dove interpreta il proprietario di un calzaturificio che per risollevare le sorti della propria azienda inizia a fabbricare scarpe per drag queen.
Nel 2006 recita in Smokin' Aces, mentre l'anno successivo è un sequestratore nel film Il respiro del diavolo. Nel 2008 esordisce alla regia con il cortometraggio The List ed è co-sceneggiatore di The Square, diretto dal fratello Nash. Nel 2010 recita al fianco di Guy Pearce in Animal Kingdom, mentre l'anno successivo affianca Jennifer Morrison, Tom Hardy e Nick Nolte in Warrior di Gavin O'Connor. Il film gli dà ulteriore popolarità ed ottiene un ottimo successo, soprattutto tra la critica. Nel 2012 prende parte al film pluripremiato Zero Dark Thirty di Kathryn Bigelow interpretando il capo dei Navy Seals Patrick.
La consacrazione definitiva sul grande schermo avviene nel 2013 con Il grande Gatsby diretto da Baz Luhrmann, con Leonardo DiCaprio nella parte di Gatsby. L'anno seguente, Edgerton recita nel kolossal del regista Ridley Scott Exodus - Dei e re, dove interpretò la parte del faraone Ramses II. Nel 2015 debutta alla regia con il thriller Regali da uno sconosciuto - The Gift, di cui è anche sceneggiatore, produttore ed interprete. Lo stesso anno ha interpretato il poliziotto corrotto John Connolly in Black Mass - L'ultimo gangster. Nel 2016 recita nel film Loving - L'amore deve nascere libero di Jeff Nichols, film basato sulla storia vera dei coniugi Loving, e che ottiene molto successo, tanto da essere candidato ai Golden Globe 2017 come Miglior attore in un film drammatico, categoria nella quale Edgerton si piazza tuttavia unicamente al secondo posto, dietro a Casey Affleck, che ottenne il premio per la sua prestazione nel film Manchester by the Sea. Lo stesso anno ha recitato in Bright al fianco di Will Smith.
Nel 2018 ha diretto il film Boy Erased - Vite cancellate, di cui è stato pure sceneggiatore. Lo stesso anno era presente anche nel film Red Sparrow.

## Filmografia

### Attore

#### Cinema
- In corsa con il sole (Race the Sun), regia di Charles T. Kanganis (1996)
- Praise, regia di John Curran (1998)
- Star Wars: Episodio II - L'attacco dei cloni (Star Wars: Episode II - Attack of the Clones), regia di George Lucas (2002)
- The Hard Word - L'ultimo colpo (The Hard Word), regia di Scott Roberts (2002)
- The Night We Called It a Day, regia di Paul Goodman (2002)
- Ned Kelly, regia di Gregor Jordan (2003)
- King Arthur, regia di Antoine Fuqua (2004)
- Star Wars: Episodio III - La vendetta dei Sith (Star Wars: Episode III - Revenge of the Sith), regia di George Lucas (2005)
- Kinky Boots - Decisamente diversi (Kinky Boots), regia di Julian Jarrold (2005)
- Open Window, regia di Mia Goldman (2006)
- Smokin' Aces, regia di Joe Carnahan (2006)
- Il respiro del diavolo (Whisper), regia di Stewart Hendler (2007)
- The Square, regia di Nash Edgerton (2008)
- Acolytes, regia di Jon Hewitt (2008)
- The Waiting City, regia di Claire McCarthy (2009)
- Separation City, regia di Paul Middleditch (2009)
- Animal Kingdom, regia di David Michôd (2010)
- Warrior, regia di Gavin O'Connor (2011)
- La cosa (The Thing), regia di Matthijs van Heijningen Jr. (2011)
- Wish You Were Here, regia di Kieran Darcy-Smith (2012)
- L'incredibile vita di Timothy Green (The Odd Life of Timothy Green), regia di Peter Hedges (2012)
- Zero Dark Thirty, regia di Kathryn Bigelow (2012)
- Il grande Gatsby (The Great Gatsby), regia di Baz Luhrmann (2013)
- Felony, regia di Matthew Saville (2013)
- Exodus - Dei e re (Exodus: Gods and Kings), regia di Ridley Scott (2014)
- Life, regia di Anton Corbijn (2015)
- Regali da uno sconosciuto - The Gift (The Gift), regia di Joel Edgerton (2015)
- Black Mass - L'ultimo gangster (Black Mass), regia di Scott Cooper (2015)
- Jane Got a Gun, regia di Gavin O'Connor (2016)
- Midnight Special - Fuga nella notte (Midnight Special), regia di Jeff Nichols (2016)
- Loving - L'amore deve nascere libero (Loving), regia di Jeff Nichols (2016)
- It Comes at Night, regia di Trey Edward Shults (2017)
- Bright, regia di David Ayer (2017)
- Red Sparrow, regia di Francis Lawrence (2018)
- Truffatori in erba (Gringo), regia di Nash Edgerton (2018)
- Boy Erased - Vite cancellate (Boy Erased), regia di Joel Edgerton (2018)
- Il re (The King), regia di David Michôd (2019)
- Sir Gawain e il Cavaliere Verde (The Green Knight), regia di David Lowery (2021)
- Il maestro giardiniere (Master Gardener), regia di Paul Schrader (2022)
- The Stranger, regia di Thomas M. Wright (2022)
- Tredici vite (Thirteen Lives), regia di Ron Howard (2022)
- Erano ragazzi in barca (The Boys in the Boat), regia di George Clooney (2023)

#### Televisione
- Spellbinder – serie TV, 2 episodi (1995)
- Polizia squadra soccorso (Police Rescue) – serie TV, 1 episodio (1996)
- The Secret Life of Us – serie TV, 31 episodi (2001-2002)
- Dangerous – serie TV, 8 episodi (2007)
- Dirt Game – serie TV, 6 episodi (2009)
- La ferrovia sotterranea (The Underground Railroad) – miniserie TV, 7 puntate (2021)
- Obi-Wan Kenobi – miniserie TV, 6 puntate (2022)
- Dark Matter – serie TV, 9 episodi (2024)

#### Videoclip
- Something Borrowed, Something Blue – Ben Lee (2002)
- Beautiful Awkward Pictures – Toni Collette & the Finish (2006)
- Duquesne Whistle – Bob Dylan (2012)

### Doppiatore
- $9.99, regia di Tatia Rosenthal (2008)

### Regista
- The List - cortometraggio (2008)
- Monkeys - cortometraggio (2011)
- Regali da uno sconosciuto - The Gift (The Gift) (2015)
- Boy Erased - Vite cancellate (Boy Erased) (2018)

### Sceneggiatore
- Bloodlock, regia di Kieran Darcy-Smith e Nash Edgerton - cortometraggio (1998)
- The Pitch, regia di Nash Edgerton - cortometraggio (2001)
- The Square, regia di Nash Edgerton (2008)
- The List, regia di Joel Edgerton - cortometraggio (2008)
- Monkeys, regia di Joel Edgerton - cortometraggio (2011)
- Felony, regia di Matthew Saville (2013)
- The Rover, regia di David Michôd (2014) - soggetto
- Regali da uno sconosciuto - The Gift (The Gift), regia di Joel Edgerton (2015)
- Jane Got a Gun, regia di Gavin O'Connor (2016)
- Boy Erased - Vite cancellate (Boy Erased), regia di Joel Edgerton (2018)
- Il re (The King), regia di David Michôd (2019)

### Produttore
- Loaded, regia di Kieran Darcy-Smith e Nash Edgerton - cortometraggio (1996)
- Bloodlock, regia di Kieran Darcy-Smith e Nash Edgerton - cortometraggio (1998)
- The Square, regia di Nash Edgerton (2008)
- Monkeys, regia di Joel Edgerton - cortometraggio (2011)
- Felony, regia di Matthew Saville (2013)
- Regali da uno sconosciuto - The Gift (The Gift), regia di Joel Edgerton (2015)
- It Comes at Night, regia di Trey Edward Shults (2017)
- Boy Erased - Vite cancellate (Boy Erased), regia di Joel Edgerton (2018)
- Il re (The King), regia di David Michôd (2019)

## Riconoscimenti
- 2002 – AACTA Award
  - Miglior attore protagonista in un dramma televisivo per The Secret Life of Us
- 2009 – Film Critics Circle of Australia Awards
  - Miglior sceneggiatura per The Square
- 2010 – AACTA Award
  - Miglior attore non protagonista per Animal Kingdom
- 2010 – Film Critics Circle of Australia Awards
  - Miglior attore non protagonista per Animal Kingdom
- 2013 – Australian Film Critics Association Awards
  - Miglior attore per Wish You Were Here
- 2013 – Film Critics Circle of Australia Awards
  - Miglior attore per Wish You Were Here
- 2014 – AACTA Award
  - Miglior attore non protagonista per Il grande Gatsby
- 2014 – Film Critics Circle of Australia Awards
  - Miglior attore non protagonista per Il grande Gatsby
- 2015 – Hollywood Film Awards[17]
  - Miglior attore rivelazione per Black Mass – L'ultimo gangster
- 2015 – Sitges - Festival internazionale del cinema fantastico della Catalogna
  - Miglior attore per Regali da uno sconosciuto – The Gift
- 2016 – Directors Guild of America Award
  - Candidatura per il Miglior regista di un'opera prima per Regali da uno sconosciuto – The Gift[18]
- 2016 – Gotham Independent Film Awards
  - Candidatura per il Miglior attore per Loving
- 2016 – San Diego Film Critics Society Awards
  - Candidatura per il Miglior attore per Loving
- 2016 – Critics' Choice Movie Awards
  - Candidatura per il Miglior attore per Loving
- 2017 – Satellite Award
  - Candidatura per il Miglior attore per Loving
- 2017 – Golden Globe
  - Candidatura per il Miglior attore in un film drammatico per Loving

## Doppiatori italiani
Nelle versioni in italiano delle opere in cui ha recitato, Joel Edgerton è stato doppiato da:
- Simone D'Andrea in Ned Kelly, Warrior, Exodus - Dei e re, Loving - L'amore deve nascere libero, Bright, Boy Erased - Vite cancellate, La ferrovia sotterranea, Il maestro giardiniere, Tredici vite, Erano ragazzi in barca, Dark Matter
- Simone Mori ne Il grande Gatsby, Regali da uno sconosciuto - The Gift, Black Mass - L'ultimo gangster, Midnight Special - Fuga nella notte, Red Sparrow, Il re, The stranger
- Francesco Bulckaen in Kinky Boots - Decisamente diversi, L'incredibile vita di Timothy Green, Zero Dark Thirty
- Alessio Cigliano in Life, It Comes at Night
- Paolo Vivio in The Secret Life of Us
- Mirko Mazzanti in Star Wars: Episodio II - L'attacco dei cloni
- Fabrizio Vidale in King Arthur
- Gaetano Lizzio in Open Window
- Gianluca Tusco in Smokin' Aces
- Teo Bellia ne Il respiro del diavolo
- Angelo Maggi in Animal Kingdom
- Fabio Boccanera ne La cosa
- Guido Di Naccio in Felony
- Alberto Bognanni in Jane Got a Gun
- Alessandro Rigotti in Truffatori in erba
- Massimiliano Lotti in Sir Gawain e il Cavaliere Verde
- Fabrizio Dolce in Obi-Wan Kenobi

Da doppiatore è sostituito da:
- Stefano De Sando in Il regno di Ga'Hoole - La leggenda dei guardiani